# Silene vautierae
Silene vautierae är en nejlikväxtart som beskrevs av Gilbert François Bocquet. Silene vautierae ingår i släktet glimmar, och familjen nejlikväxter. Inga underarter finns listade i Catalogue of Life.